# Municipio de Venango (condado de Butler)
El municipio de Venango (en inglés: Venango Township) es un municipio ubicado en el condado de Butler en el estado estadounidense de Pensilvania. En el año 2000 tenía una población de 732 habitantes y una densidad poblacional de 13.6 personas por km².

## Geografía
El municipio de Venango se encuentra ubicado en las coordenadas 41°08′32″N 79°50′40″O / 41.14222, -79.84444.

## Demografía
Según la Oficina del Censo en 2000 los ingresos medios por hogar en la localidad eran de $34,107 y los ingresos medios por familia eran $38,214. Los hombres tenían unos ingresos medios de $30,938 frente a los $20,694 para las mujeres. La renta per cápita para la localidad era de $14,600. Alrededor del 11,6% de la población estaban por debajo del umbral de pobreza.